# 이베코 트래커
이베코 트래커(영어: Iveco Trakker)는 이탈리아의 이베코 사가 생산하는 대형 트럭이다.

## 개요
이베코 트래커는 대한민국에서 2004년 LG 상사와 계약을 맺으면서 트레일러, 덤프 트럭을 판매하기 시작하여 2010년까지 판매했다가 2010년에 LG 상사와 계약을 해지하면서 대한민국에서 판매가 중단이 되었다. 2012년에 CXC를 통해서 생산을 재개했지만 CXC가 판매를 포기 하면서 사실상 도입이 중단되었다.이후 2015년에 광주광역시 광산구에 공장이 지어지고 이베코가 한국 진출을 공식화하면서 다시 판매되는 중이다.

## 단점
이 모델의 단점 중 한가지가 있다면 자사모델인 유로카고처럼 오디오 위치가 루프 쪽에 있어 조작성이 불편한 단점이 있다.

## 사진

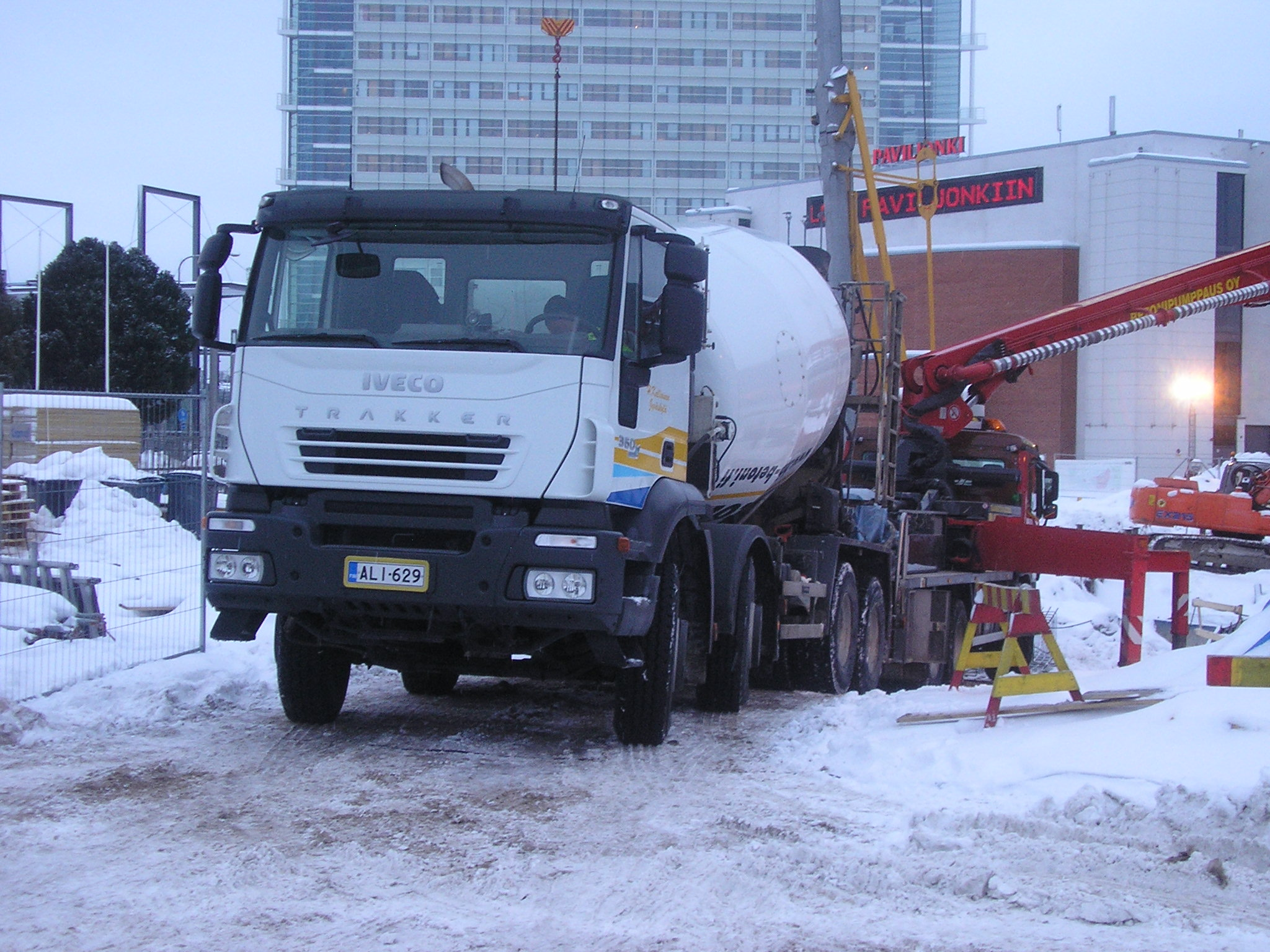
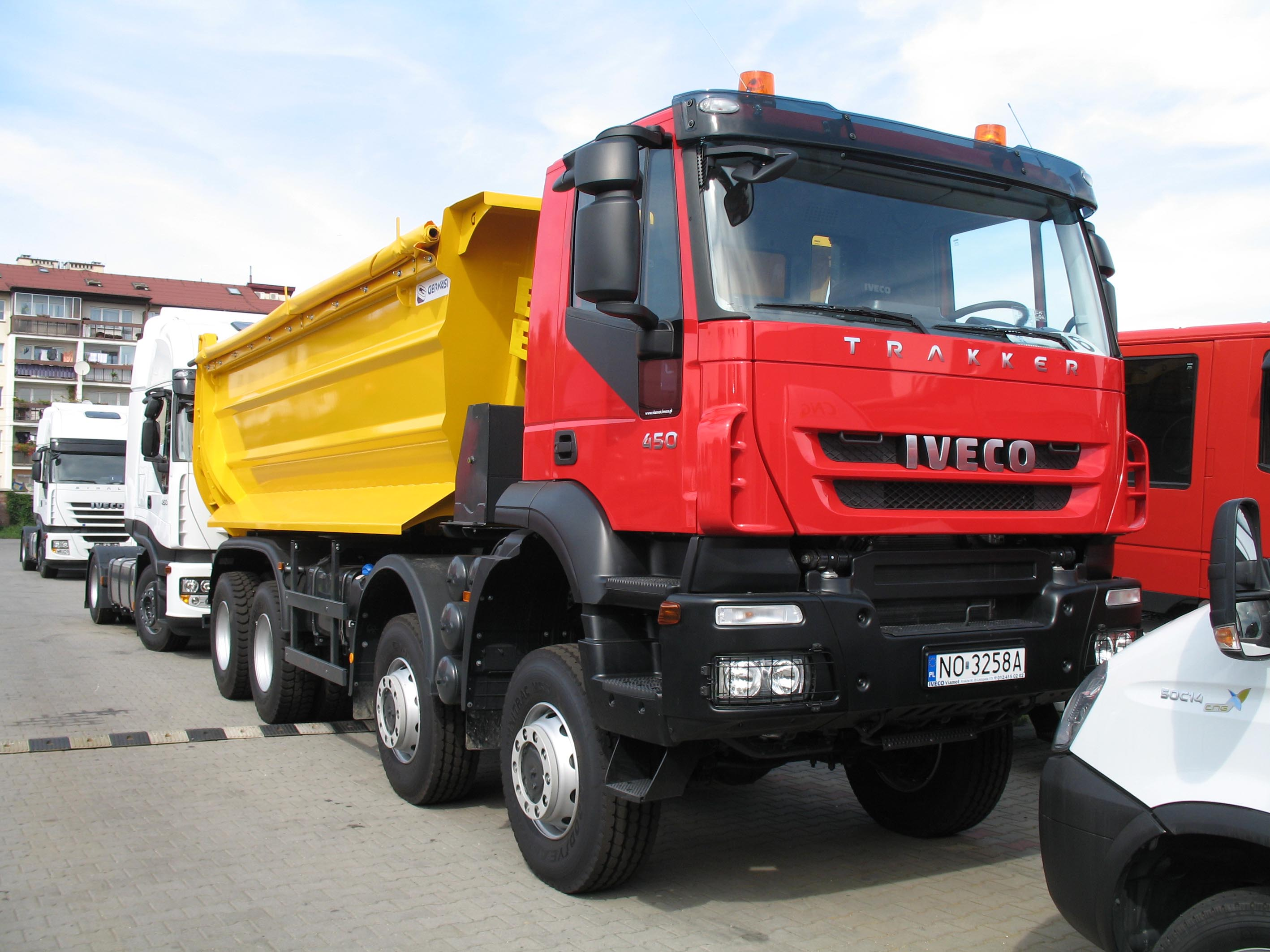
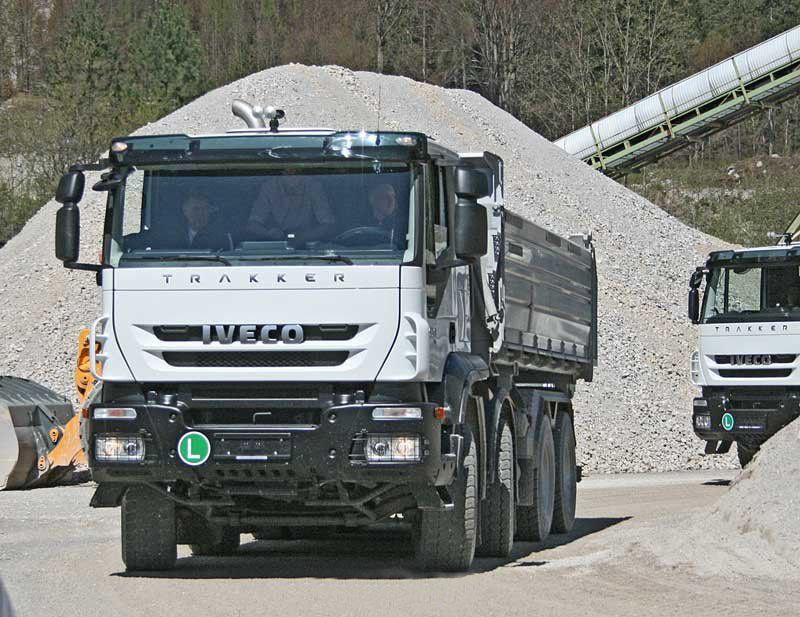
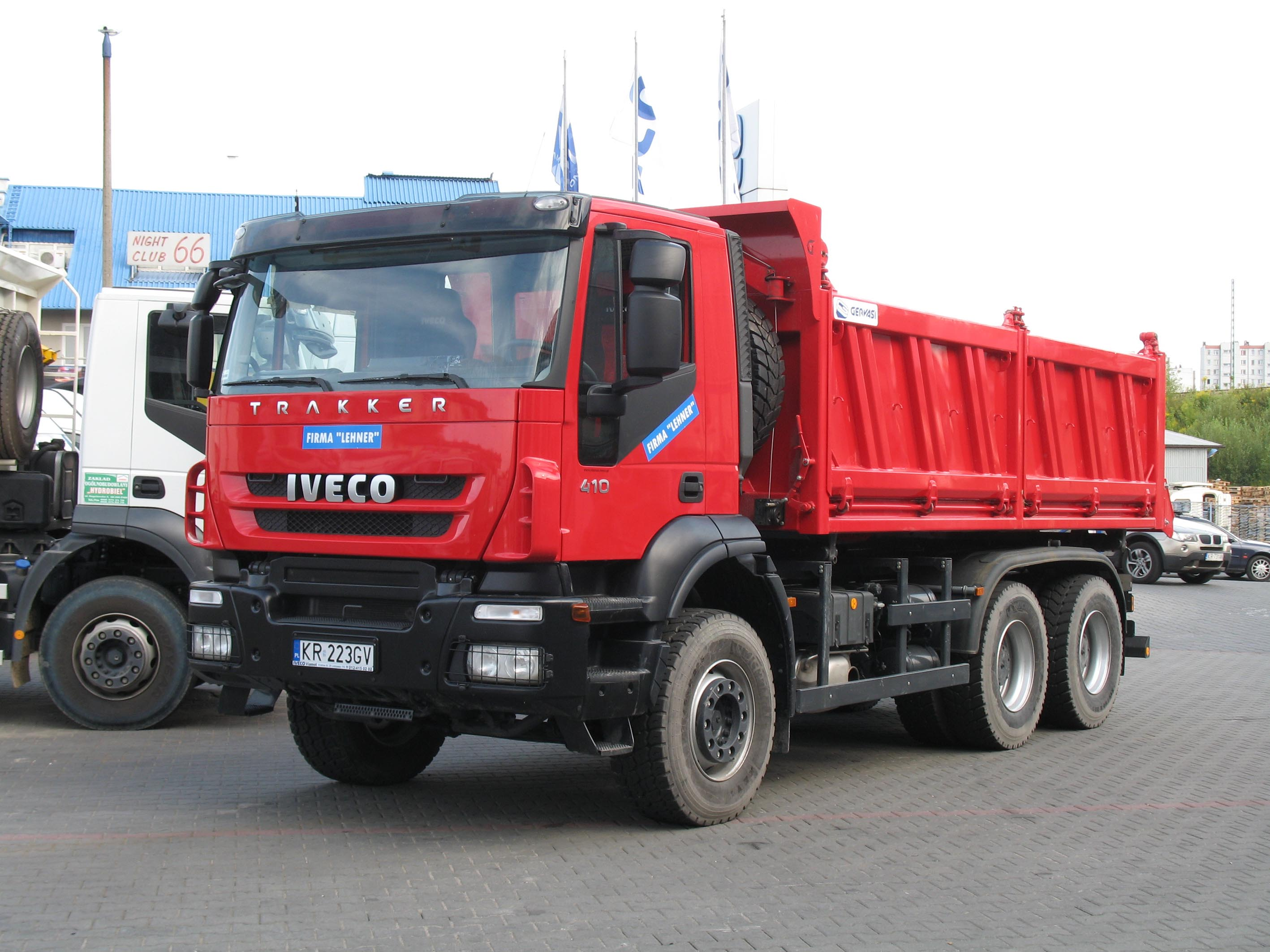
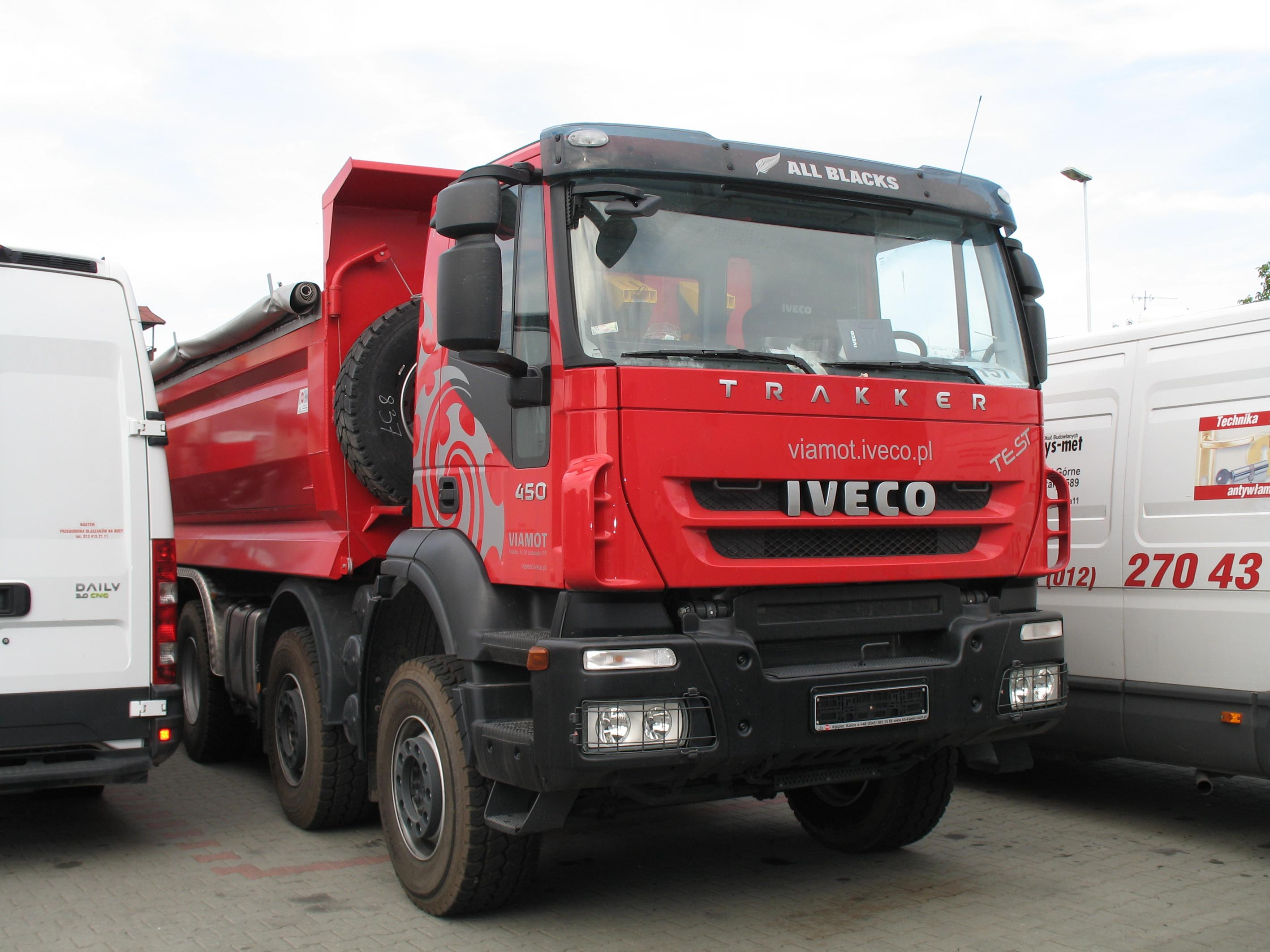